# IC 5024
IC 5024 је спирална галаксија у сазвјежђу Паун која се налази на листи објеката дубоког неба у Индекс каталогу.
Деклинација објекта је - 71° 6' 30" а ректасцензија 20h 40m 9,5s. Привидна величина (магнитуда) објекта IC 5024 износи 14,2 а фотографска магнитуда 14,9. IC 5024 је још познат и под ознакама ESO 74-3, PGC 65160.